# Tula (Samoa Americane)
Tula è un villaggio delle Samoa Americane appartenente alla contea di Vaifanua del Distretto orientale.